# Sybe Schaap
Sybe Schaap (Lemmer, 20 mei 1946) is een Nederlands politicus en politiek filosoof. Namens de Volkspartij voor Vrijheid en Democratie was hij van 2007 tot 2019 lid van de Eerste Kamer. Schaap was eerder dijkgraaf van het waterschap Groot Salland.

## Opleiding en loopbaan
Schaap volgde van 1962 tot 1964 de Kweekschool voor onderwijzers in Zwolle en studeerde vanaf 1964 aan de Hogere Landbouwschool Leeuwarden (thans Van Hall Instituut), waar hij in 1967 zijn ingenieursdiploma behaalde. Na zijn studie ging Schaap werken in het familiebedrijf als landbouwer in de Noordoostpolder; dit deed hij van 1968 tot 1970. Gedurende deze tijd behaalde hij in 1969 zijn M.O.-akte (eerstegraads onderwijsbevoegdheid) in Economie. In 1969 ging Schaap sociale wetenschappen studeren aan de Vrije Universiteit van Amsterdam, waar hij in 1973 zijn doctoraalexamen behaalde. Vanaf 1979 was Schaap universitair docent filosofie aan dezelfde universiteit.
Schaap werd medewerker van de fractie van D66 in de Tweede Kamer (1981 tot 1986) en lid van de gemeenteraad van Brederwiede (1980 tot 1984). In 1986 stapte Schaap uit D66 en stopte als medewerker van de D66-fractie in de Tweede Kamer.
Schaap werd dijkgraaf van het waterschap Noordoostpolder (thans Zuiderzeeland, Flevopolder) van 1986 tot 1993, van 1993 tot 1997 voorzitter van het Zuiveringschap West-Overijssel en in 1997 van waterschap Groot Salland (Overijssel).
Schaap promoveerde in 1996 tot doctor in de wijsbegeerte aan de Vrije Universiteit te Amsterdam. Hierna kreeg hij een gastdocentschap in de filosofie aangeboden aan de Karel Universiteit te Praag, een functie die hij momenteel niet actief vervult. Schaap is sinds begin dit jaar buitengewoon hoogleraar water policy & governance aan de Technische Universiteit Delft en Wageningen Universiteit.
Sinds 1988 is Schaap actief lid van de VVD, en vanaf 12 juni 2007 maakt hij twaalf jaar deel uit van de Eerste Kamer der Staten-Generaal namens deze partij.

## Geert Wilders
In het boek van Schaap, Het rancuneuze gif. De opmars van het onbehagen, schrijft hij over de rol van rancune in de samenleving. Daarbij beschrijft hij dit effect voor Karl Marx en radicale dierenactivisten, maar ook de PVV. Over de PVV schrijft hij onder andere: "De PVV hanteert een formule die veel lijkt op die uit de jaren dertig van de twintigste eeuw. Er worden vijandbeelden gecreëerd, beelden die duidelijk moeten maken hoezeer het eigen bestaan wordt bedreigd." Op 6 september 2016 vulde Schaap in dagblad Trouw aan waarom hij PVV-leider Wilders gevaarlijker vindt dan de NSB, dit naar aanleiding van zijn boek Rechtsstaat in verval waarin hij optekent dat hij met termen als "nepparlement" en "neprechter" de instituties vanbinnen uitholt. VVD-leider Halbe Zijlstra nam afstand van deze opvattingen.

## Nevenfuncties
- Lid Raad van Toezicht Delft Cluster (sinds 2004 )
- Lid Raad van Toezicht Aqua for All (sinds 2016)

## Publicaties
- 2022 - Als alle vertrouwen wegvalt
- 2017 - De Populistische verleiding: De keerzijde van de identiteitsillusie
- 2016 - Rechtsstaat in verval: over de lange mars door de instituties
- 2012 - Het rancuneuze gif, de opmars van het onbehagen
- 2006 - Afscheid van de almachtige: herwaardering van de levenszin
- 2003 - De mens als maat: Nietzsche's worsteling met het ressentiment
- 2001 - Het onvermogen te vergeten
- 1995 - De verwerkelijking der filosofie: de metafysische pretentie in het denken van Th.W. Adorno (dissertatie)

## Persoonlijk
Sybe Schaap woont in Emmeloord, is getrouwd en heeft twee dochters en twee zoons.
- Gemeinsame Normdatei: 115303445X
- International Standard Name Identifier: 0000 0000 3781 7672
- Library of Congress Control Number: n2002097265
- Nationale Bibliotheek van Tsjechië: xx0023952
- Nederlandse Thesaurus van Auteursnamen: 13923411X
- Parlement.com: vhjp18m49wqo
- Système universitaire de documentation: 085211818
- Virtual International Authority File: 23963530
- WorldCat: E39PBJpYv6vXjKT7XMXxDxjcT3